# Haminan Palloilijat
Haminan Palloilijat (HP) är en bobollklubb från Fredrikshamn, Finland. Klubben grundades i 1934.
Klubbens herrlag spelar i Superpesis och har vunnit sju FM-guld (senast 1974).